# Ulica Frascati w Warszawie
Ulica Frascati – ulica w dzielnicy Śródmieście w Warszawie.

## Historia
Ulica powstała około 1779 roku, kiedy to Kazimierz Poniatowski założył przy al. Na Skarpie ogród „Na Górze” nazwany potem Frascati. Nowa ulica miała być drogą dojazdową do drewnianego budynku mieszkalnego, niegdysiejszej austerii, a będącego częścią zabudowy wspomnianego ogrodu. Po północnej stronie ul. Książęcej, również dla Poniatowskiego, powstał inny ogród – „Na Książęcem” (współcześnie park na Książęcem).
Autorem projektu założenia ogrodu „Na Górze” był Szymon Bogumił Zug; on także zaprojektował przebudowany potem pałacyk znajdujący się dziś przy al. Na Skarpie – Biały Pałacyk na Frascati. Ogród zmienił właściciela już w 1800 roku. Jego nowy właściciel, Dominik Hieronim Radziwiłł, wydzierżawił ogród francuskiemu restauratorowi Szymonowi Chovotowi, który urządził tu ogród rozrywki zwany Frascati.
Od 1815 roku aleja Frascati weszła w skład rezydencji Nikołaja Nowosilcowa; powstały tam wtedy zachowane przy ul. Wiejskiej kordegardy. W latach 1873–1887 dla kolejnego właściciela posiadłości, Władysława Branickiego (syna Aleksandra Branickiego) pod nr. 22 powstał pałac zaprojektowany przez Leandra Marconiego, przypisany też numeracji al. Na Skarpie. Pałac otoczył ogród zimowy; w latach 1871−1898 zaprojektował go na nowo ogrodnik Józef Striche, sadząc w nim około 200 odmian drzew. Na miejscu istniejącej dawniej loży masońskiej Braniccy utworzyli Muzeum Zoologiczne; w ich posiadaniu Frascati pozostawało około 60 lat.
Nazwa ulicy została nadana uchwałą Rady Miejskiej Warszawy z dnia 27 września 1926.
Po 1925 roku pałacowy ogród został rozparcelowany; na jego terenie wzniesiono w 1934 roku według projektu Zdzisława Mączeńskiego gmach Izby Przemysłowo-Handlowej (pod adresem ul. Wiejska 10) oraz kilka willi, zaprojektowanych przez Jerzego Gelbarda i Romana Sigalina, Bohdana Lacherta i Józefa Szanajcę; Józef Handzelewicz zaprojektował pod nr. 12 własną willę. Pod nr. 4 katowicki architekt Karol Schayer wzniósł willę Chmielewskich − wybitne dzieło architektury inspirowane pięcioma zasadami Le Corbusiera. 
W latach trzydziestych XX wieku wytyczono nowe przecznice Frascati: ulice Francesca Nulla i Marii Konopnickiej; szybko też zabudowano je luksusowymi, nowoczesnymi kamienicami. W 1934 alei ogrodowej nadano oficjalnie nazwę aleja Frascati. Ulicę uregulowano i wybrukowano, zaś dawny pałac Branickich stał się siedzibą Poselstwa Rumunii; w późniejszym okresie − Ambasady Francji. Przy północnej części ulicy utworzono trójboczny zieleniec, na którym w lutym 1939 odsłonięto pomnik Francesca Nulla dłuta Gianniego Remuzzi, dar Bergamo, rodzinnego miasta bohatera. Pozostały fragment Frascati ozdobiły zadrzewione klomby. Ustawiono też nowoczesne, betonowe latarnie.
W czasie obrony Warszawy we wrześniu 1939 roku skwer przy ulicy zamieniono w cmentarz, na którym chowano ofiary niemieckich bombardowań.
Zabudowa ulicy spłonęła w 1944. Po wojnie odbudowano ją z wprowadzeniem licznych zmian. Szczególnie przekształcono Apartment House (dawna willa Chmielewskich), niszcząc tym samym najciekawszy architektonicznie obiekt przy ulicy. Wypalone ruiny pałacu Branickich rozebrano około 1946.